# Иванов, Иона Иванович
Иона Иванович Иванов — деятель охраны правопорядка, заместитель министра внутренних дел РСФСР, комиссар милиции 2-го ранга (1947).

## Биография
С 1919 по 1924 красноармеец-доброволец; член ВКП(б) с 1926. С 1938 по 1939 секретарь Выборгского РК ВКП(б); делегат XVIII съезда ВКП(б) с решающим голосом. С июня 1939 заместитель начальника Управления НКВД-НКГБ по Ленинградской области. С июня 1943 первый заместитель начальника УНКГБ по Ленинградской области. С июля 1944 заместитель начальника УНКВД по милиции Ленинграда. С января 1952 заместитель начальника УМВД по Ивановской области. С апреля 1953 начальник Управления милиции, он же заместитель начальника УМВД по Ивановской области.

## Звания
- майор государственной безопасности;
- комиссар государственной безопасности;
- комиссар милиции 2-го ранга.

## Награды
- орден Красной Звезды
- медали: «За отвагу», «За боевые заслуги», «За оборону Ленинграда», «За победу над Германией в Великой Отечественной войне 1941—1945 гг.»
- знак «Заслуженный работник НКВД»

## Киновоплощения
- Иона Иванов стал прототипом начальника ленинградской милиции Дмитрия Морозова из телесериала "Ленинград-46". Эту роль сыграл актёр Александр Аравушкин.